# ليونيداس بولك
ليونيداس بولك (بالإنجليزية: Leonidas Polk) (و. 1806 – 1864 م) هو قس من الولايات المتحدة الأمريكية ولد في رالي، كارولاينا الشمالية.
تولى منصب أسقف .

## التعليم
تعلم في الأكاديمية العسكرية الأمريكية.

## روابط خارجية
- ليونيداس بولك على موقع الموسوعة البريطانية (الإنجليزية)
- ليونيداس بولك على موقع إن إن دي بي (الإنجليزية)